# Tanatologia
Tanatologia (gr. thánatos – śmierć oraz lógos – nauka, Tanatos – bóg śmierci) – nauka o śmierci człowieka, w szczególności zajmuje się jakościowym opisem przyczyn śmierci oraz żalem jej towarzyszącym. Badania opierają się na założeniu, że życie jest na tyle istotną wartością, że może okazać się korzystnym poznanie procesu umierania i, jeśli to możliwe, sposobów wpływania na niego.
Tanatologia jest dziedziną interdyscyplinarną korzystającą m.in. z wiedzy o takich zagadnieniach jak: AIDS, ból, eutanazja, filozofia, medycyna, pogrzeb, samobójstwo, starzenie się, sztuka i wojna.
Tanatologia nie zajmuje się bezpośrednio filozoficznym znaczeniem (sensem) śmierci, jako zagadnieniem medycznie nieistotnym, tak samo jak nie zajmuje się sensem życia. Niektóre teksty naukowe posuwają się dalej, uznając rozważania nad sensem lub bezsensem życia jako absurdalne. Tanatologia może się jednak zajmować znaczeniem śmierci dla jednostek, społeczności i kultur.
Wiedza z dziedziny tanatologii jest powszechnie wykorzystywana przez lekarzy z dziedziny medycyny sądowej.